# Арагацотнская епархия
Арагацотнская епархия Армянской Апостольской церкви (арм. Արագածոտնի թեմ) — действующая епархия Армянской Апостольской церкви, в юрисдикцию которой входит Арагацотнская область Армении. Центром является село Ошакан. Предводителем епархии является епископ Мкртич Прошян.

## История
Те или иные части территории современной епархии в прежние периоды находились под надзором разных епископских кафедр. В раннем средневековье Арагацотн был зоной ответственности епископов княжеского дома Аматуни.

## Охват
Современная Арагацотнская епархия была учреждена в 1996 году указом Гарегина I — Католикоса всех армян, кафедральным храмом епархии является церковь Св. Месропа Маштоца в Ошакане.
Охватывает территорию одноименной области Армении, тем самым покрывая большую часть двух областей исторического Айраратского края — Арагацотн и Ниг.